# Село Ахмета Байтурсынулы
Ахмета Байтурсынулы (каз. Ахмет Байтұрсынұлы, до 2018 г. — Карасу) — село в Джангельдинском районе Костанайской области Казахстана. Административный центр и единственный населённый пункт Карасуского сельского округа. Расположено на берегу реки Улы-Жыланшык. Код КАТО — 394255100.

## Население
В 1999 году население села составляло 1026 человек (545 мужчин и 481 женщина). По данным переписи 2009 года, в селе проживал 871 человек (440 мужчин и 431 женщина).